# Blah Blah Blah (bài hát)
"Blah Blah Blah" là một bài hát của ca sĩ người Mỹ, Kesha từ album đầu tay của cô, Animal. Sản xuất bởi Benny Blanco, và đồng sáng tác bởi Kesha, Blanco, Neon Hitch và Sean Foreman, nó đã được phát hành là đĩa đơn thứ hai từ album vào ngày 19 tháng 2 năm 2010. và có sự tham gia của nhóm nhạc 3OH!3. Lời bài hát được viết khi Kesha, Blanco, Hitch và Foreman đang thảo luận về những kiểu nói chuyện "mời gọi" rất khó chịu. Bài hát là một bản nhạc điện tử pha chút mid-tempo, nội dung bài hát nói về những người đàn ông lắm mồm với phụ nữ.
Bài hát nhận được rất nhiều đánh giá với các nhà phê bình khen ngợi lời nhạc rất hiệu quả. Mặc dù như vậy, bài hát cũng nhận được phàn nàn trong giới phê bình âm nhạc rằng sự có mặt của 3OH!3 không phù hợp với bài hát. Đĩa đơn đã gặt hái được rất nhiều thành công nhờ vào việc đạt đến top 5 tại Úc và Canada, trong khi xếp hạng ở top ten tại Mỹ, và New Zealand. Bài hát bán được hơn 2 triệu bản sao trên nước Mỹ và cũng được chứng nhận 2 lần bạch kim tại Canada. Kesha và 3OH!3 đã trình diễn bài hát ở mùa thứ 9 trong cuộc thi American Idol

## Viết nhạc và cảm hứng
"Blah Blah Blah" được viết bởi Kesha cùng với Neon Hitch, Sean Foreman và Benny Blanco người cũng tham gia sản xuất bài hát. Kesha nói rằng, đầu tiên bài hát bắt nguồn từ một cuộc thảo luận của họ trong phòng thu về quan hệ nam-nữ mà sau này Kesha đã giải thích,
"Bài hát được viết khi tất cả chúng tôi ngồi trong phòng, bàn về việc phụ nữ hay nói nhiều," [...] "Và tôi với Neon cùng nói, 'Không, không, không, đàn ông nói nhiều chứ," [...] "Rồi chúng tôi bắt đầu cãi nhau về việc ai khó chịu hơn, nam hay nữ. Bài hát bắt nguồn từ đó. Tôi nghĩ tôi đã có một điểm công bằng cho cả hai ở video và bài hát, nhưng nam giới khó chịu hơn nhiều."

## Nhạc và lời
"Blah Blah Blah" là một bài hát nhạc dance pha chút midtempo cùng với nhạc điện tử. Bài hát sử dụng auto-tune và tiếng trống có âm hưởng từ dòng nhạc R&B.

## Diễn biến trên bảng xếp hạng
Trong khi chưa được chính thức công bố là một đĩa đơn "Blah Blah Blah" đã debut trên Irish Singles Chart, Billboard Hot 100, Canadian Hot 100, Australian Singles Chart và New Zealand Singles Chart tại vị trí số 26, 7, 23, 7 và 7 dựa vào lượng tải kỹ thuật số rất cao cùng với album vào đầu tháng 1 năm 2010. Làm nên một bài hit nữa trong top 50 của cô ở Phần Lan, và top ten thứ hai tại Mỹ, Canada, Úc. "Blah Blah Blah" lần đầu xuất hiện trên UK Singles Chart tại vị trí số 11 trong tuần ngày 7 tháng hai, 2010 với 27,161 được bán.
Ở Mỹ, đĩa đơn đã debut trên bảng xếp hạng Hot Digital Songs tại số 2, bán được tổng cộng 206,000 bản, và sau đó bán được hơn 2 triệu bản tại Mỹ trong tháng Bốn 2010 . Vào tháng 3 năm 2010, bài hát đã được chứng nhận 2 đĩa bạch kim bởi Canadian Recording Industry Association (CRIA). Ở Úc, đĩa đơn di chuyển nhanh đến vị trí số 3 và chứng nhận bạch kim bởi Australian Recording Industry Association (ARIA). Tháng Năm 2010, bài hát được chứng nhận đĩa vàng bởi Recording Industry Association of New Zealand (RIANZ)

## Video

Kesha trong video đang bị chọc ghẹo bởi một anh chàng và cô đã phản ứng lại bằng cách dán băng keo kín miệng anh ta.

Video được đạo diễn bởi Brendan Malloy và quay tại Los Angeles vào tháng 1 năm 2010. Nó được công chiếu vào ngày 23 tháng 2 năm 2010, trên Vevo. Cả hai thành viên trong 3OH!3 đều xuất hiện trong video. Kesha nói với MTV rằng video này chủ yếu gồm việc các chàng trai chọc ghẹo cô, trong khi cô thì thấy rất khó chịu. "Tại một cảnh," Kesha nói "Tôi phải treo mình trên sợi dây và đu mình rồi nhảy xung quanh, rất là tuyệt."
Melaine Bertoldi của tạp chí Billboard nói rằng video rất ấn tượng. Bill Lamb của About.com có bình luận về sự xuất hiện của 3OH!3, "họ có một vai trong video, nhưng tất cả chỉ là Kesha và Kesha."
Ngay cảnh đầu tiên, ở ngoài một quán bar, Kesha bị danh hài Bret Ernst tán tỉnh. Anh ta thuyết phục rằng cô và anh sẽ là một cặp đẹp đôi, trong khi Kesha đang nhắn tin cho ai đó, gọi anh chàng là "một tay tán gái thứ thiệt". Cảnh tiếp theo quay Kesha đánh bida gần một chàng trai, sau đó cô cuốn băng keo hết người anh, rồi lột quần anh ta ra. Trong một khu trò chơi, Kesha đẩy một anh chàng đang cố gắng làm quen với cô. Người tiếp theo muốn lấy lòng Kesha bằng cách đánh đàn guitar, rồi cô đáp lại bằng cách nhét một tờ giấy bị vo vào miệng anh ta. Ở cảnh cuối, một chàng trai cố gắng nói chuyện với cô ở khu bowling. Cô chẳng thấy thích thú gì khi mái tóc giả của anh bị rơi xuống. Video kết thúc với cảnh Kesha và 3OH!3 đứng cạnh nhau hát và nhảy trong khu bowling.

## Quảng bá và các màn trình diễn
Lần đầu điên bài hát được trình diễn trực tuyến là trên MTV Push, một phần của MTV. Nó cũng được trình diễn vào ngày 18 tháng 1 năm 2010, tại MuchOnDeman, một chương trình trên kênh MuchMusic tại Canada. Kesha lần đầu trình diễn một phiên bản bị chỉnh sửa lời nhạc trên mùa thứ 9 của American Idol cùng với 3OH!3 vào ngày 7 tháng 3 năm 2010.
Tại Anh, Kesha xuất hiện hai lần để trình diễn bài hát. Lần đầu vào ngày 17 tháng 2 năm 2010, trên Alan Carr: Chatty Man. Cùng với màn trình diễn trên một chương trình buổi sáng GMTV, vào ngày 19 tháng 2 năm 2010. Cô cũng trình diễn bài hát ở BBC Radio 1's Big Weekend, và Willkommen Bei Mario Barth Live ở Đức và So You Think You Can Dance tại Úc.

## Danh sách ca khúc và định dạng
| - Đĩa CD đơn 1. "Blah Blah Blah" – 2:52 - Tải kỹ thuật số 1. "Blah Blah Blah" – 2:52 2. "Tik Tok" (Joe Bermudez Club Mix) – 5:09 | - EP tải kỹ thuật số tại iTunes Anh 1. "Blah Blah Blah" – 2:52 2. "Tik Tok" (Joe Bermudez Club Mix) – 5:09 3. "Tik Tok" (Trey Told 'Em Remix) – 4:14 |

## Thông tin bài hát
- Sáng tác – Kesha Sebert, Neon Hitch, Benny Blanco, Sean Foreman
- Sản xuất – Benny Blanco
- Biên tập thanh nhạc – Benny Blanco
- Thu âm – Benny Blanco
- Kỹ thuật – Benny Blanco

Nguồn

## Xếp hạng và lượng tiêu thụ
| Bảng xếp hạng (2010)                | Vị trí cao nhất |
| ----------------------------------- | --------------- |
| Úc (ARIA)                           | 3               |
| Áo (Ö3 Austria Top 40)              | 21              |
| Bỉ (Ultratop 50 Flanders)           | 45              |
| Bỉ (Ultratop 50 Wallonia)           | 31              |
| Canada (Canadian Hot 100)           | 3               |
| Châu Âu Hot 100 Singles (Billboard) | 36              |
| Pháp (SNEP)                         | 35              |
| Đức (GfK)                           | 11              |
| Ireland (IRMA)                      | 18              |
| Hà Lan (Dutch Top 40)               | 32              |
| New Zealand (Recorded Music NZ)     | 7               |
| Thụy Điển (Sverigetopplistan)       | 38              |
| Thụy Sĩ (Schweizer Hitparade)       | 30              |
| Anh Quốc (OCC)                      | 11              |
| Hoa Kỳ Billboard Hot 100            | 7               |
| Hoa Kỳ Pop Airplay (Billboard)      | 11              |

| Quốc gia    | Chứng nhận (Theo doanh số) |
| ----------- | -------------------------- |
| Úc          | Bạch kim                   |
| Canada      | 2× Bạch kim                |
| New Zealand | Vàng                       |
| Mỹ          | Bạch kim                   |

## Lịch sử phát hành
| Quốc gia | Ngày               | Định dạng |
| -------- | ------------------ | --------- |
| Hoa Kỳ   | 2 tháng 2 năm 2010 | Rhythmic  |

| Quốc gia | Ngày                | Định dạng       |
| -------- | ------------------- | --------------- |
| Úc       | 19 tháng 2 năm 2010 | Đĩa đơn         |
| Úc       | 19 tháng 2 năm 2010 | Tải kỹ thuật số |
| Anh Quốc | 28 tháng 2 năm 2010 |                 |
| Anh Quốc | 1 tháng 3 năm 2010  | Đĩa đơn         |
| Đức      | 23 tháng 4          | Đĩa đơn         |